# Braungrauer Bergwald-Steinspanner
Der Braungraue Bergwald-Steinspanner (Elophos vittaria) oder Moorbergwald-Steinspanner ist ein Schmetterling (Nachtfalter) aus der Familie der Spanner (Geometridae).

## Merkmale

### Falter
Die Falter in Mitteleuropa erreichen eine Flügelspannweite von etwa 32 bis 38 Millimetern, diejenigen in Fennoskandinavien ca. 25 bis 36 Millimeter. Auf den Flügeln herrschen blasse graue oder helle bräunliche Tönungen vor. Während die innere Querlinie auf den Vorderflügeln nur schwach ausgebildet ist, hebt sich die äußere deutlich vom Untergrund ab und setzt sich auf den Hinterflügeln ebenso markant fort. Alle vier Flügel sind mit kreisrunden, dunklen, jedoch hell zentrierten Flecken versehen, wobei diejenigen auf den Hinterflügeln meist schwächer ausgebildet sind. Am Saum befinden sich einige dunkle Punkte. Die Fühler der Männchen sind beidseitig gekämmt.

### Raupe
Erwachsene Raupen haben eine braune Färbung. Charakteristisch sind die gelbbraune Rautenzeichnung auf dem Rücken sowie zwei kleine Dornen auf dem hintersten Segment.

### Ähnliche Arten
Die Falter des Lichtgrauen Bergwald-Steinspanners (Elophos dilucidaria) sind etwas kontrastreicher gezeichnet und von silbrig-grauer Grundfarbe.

## Synonyme
- Gnophos sordaria
- Catascia sordaria
- Yezognophos vittaria

## Vorkommen
Das Verbreitungsgebiet des Braungrauen Bergwald-Steinspanners zerfällt in Europa in zwei voneinander getrennte Teilgebiete. In den Alpen und den Mittelgebirgen ist die ssp. mendicaria anzutreffen. Die Nominatform ssp. vittaria lebt in Fennoskandinavien. Von dort dehnt sich das Verbreitungsgebiet Richtung Osten über Russland bis nach Asien einschließlich Japan aus. In den Südalpen steigt die Art bis auf 2000 Meter. Sie bewohnt bevorzugt Bergwälder, Moorgebiete und Felshänge.

## Lebensweise
Die Falter sind überwiegend nachtaktiv und fliegen künstliche Lichtquellen an. Tagsüber ruhen sie gern auf Felsen und Steinen oder auf mit Flechten bewachsenen Baumstämmen, von denen sie sich farblich kaum abheben. Hauptflugzeit sind die Monate Juni und Juli. Die Raupen leben ab dem Spätsommer an niedrigen Pflanzen, beispielsweise an Heidelbeeren (Vaccinium) sowie an Birken (Betula). Die Raupen überwintern und verpuppen sich im Mai.

## Gefährdung
Die Art kommt nur in wenigen deutschen Bundesländern vor, ist in Bayern gebietsweise nicht selten, in Baden-Württemberg hingegen gefährdet. Die Art galt 1988 im Harz als ausgestorben, wurde jedoch nach 1992 wieder mehrfach nachgewiesen, so dass sie für dieses Gebiet derzeit als „vom Aussterben bedroht“ geführt wird.